# Římskokatolická farnost Kosmonosy
Římskokatolická farnost Kosmonosy (lat. Kosmonossium) je církevní správní jednotka sdružující římské katolíky na území města Kosmonosy a v jeho okolí. Organizačně spadá do mladoboleslavského vikariátu, který je jedním z 10 vikariátů litoměřické diecéze. Centrem farnosti je kostel Povýšení svatého Kříže v Kosmonosích.

## Historie farnosti
Jedná se o starou středověkou farnost (plebánii). Přesnější datum jejího založení není známo. Středověká farnost zanikla za husitských válek. K obnově duchovní správy v místě obnově až po třicetileté válce. Matriky jsou zachovány od roku 1652. Ve 2. polovině 20. století byla farnost spravována většinou z Mladé Boleslavi a později byl vytvořen farní obvod (kolatura) farnosti Bakov nad Jizerou, jehož součástí je i farnost Kosmonosy, která je tak od 1. července 1994 spravována excurrendo. Původní římskokatolickou kapli sv. Barbory v Debři, postavenou ve 13. století a ve 2. polovině 17. století barokně přestavěnou, používá od roku 2010 k bohoslužbám mladoboleslavská pravoslavná církevní obec pod názvem Chrám sv. Barbory.

### Duchovní správcové vedoucí farnost
Začátek působnosti jmenovaného v duchovní správě farnosti od:
- Sebastianus
- 1364   Simon
- 1376   Nicolaus
- 1391   Nicolaus
- 1407   Nicolaus
- 1769   Adalb. Preisler, † 26. 2. 1799
- 1800   Franc. Schorm, † 24. 1. 1819
- 1820   Jos. Bielohaubek, n. 27. 2. 1792 Neoboleslav., o. 5. 9. 1814, † 22. 7. 1847
- 1848   par. vacat, admin. Vinc. Prochaska
- 1849   Vinc. Prochaska, n. 6. 1. 1807 Budějovice, o. 5. 8. 1831, † 20. 2. 1874
- 1874   Josef Šimon, n. 17. 12. 1830 Suhrovic., o. 25. 7. 1855, † 9. 4. 1907
- 1908   Wenc. Říha, n. 9. 9. 1866 Klokoty, o. 17. 6. 1894, † 11. 9. 1926
- 1. 9.  1926 Jan Makovský, farář, n. 28. 7. 1884 Polička, o. 14. 7. 1912, † 20. 9. 1949
  - Eduard Švarc, emeritní farář
  - Josef Hradec, katecheta ve výslužbě
- 15. 10. 1950 Josef Kovář, admin. exc. z farnosti – arciděkanství Mladá Boleslav
- 1. 9.  1961 František Urban
- 1. 3.  1966 Josef Hendrich, admin. exc. z farnosti – arciděkanství Mladá Boleslav
- 1. 8.  1971 Josef Bělohlav
- 1. 9.  1973 Rudolf Prchal, n. 1932 Velké Hamry, o. 1956 Litoměřice, † 4. 5. 2004 Mladá Boleslav
- 1. 11. 1974 František Říha, admin.
- 1. 7.  1994 Jiří Veith, admin. exc. z Bakova nad Jizerou[6]

Kromě kněží stojících v čele farnosti, působili ve farnosti v průběhu její historie i jiní kněží. Většinou pracovali jako farní vikáři, kaplani, katecheté, výpomocní duchovní aj.

## Území farnosti
Do farnosti náleží území obce:
- Bradlec
- Brejlov
- Debř nad Jizerou
- Horní Stakory (Oberstakor)[p 2]
- Hrdlořezy
- Josefův Důl (Josefsthal)[p 2]
- Kosmonosy (Kosmonos, Kosmanos)[p 2]
- Rožátov (ad Mladá Boleslav)
- Těšnov (část obce Bradlec)

## Římskokatolické sakrální stavby a místa kultu na území farnosti
| | Fotografie    | Stavba                                          | Místo            | Bohoslužby                              | Zeměpisné souřadnice                                                                                 | Status                                       | Číslo kulturní památky                       |
| Kostel a fara | Kostel a fara | Kostel a fara                                   | Kostel a fara    | Kostel a fara                           | Kostel a fara                                                                                        | Kostel a fara                                | Kostel a fara                                |
| --- | ------------- | ----------------------------------------------- | ---------------- | --------------------------------------- | --- | -------------------------------------------- | -------------------------------------------- |
| 1. |               | Kostel Povýšení sv. Kříže s piaristickou kolejí | Kosmonosy        | bližší informace o bohoslužbách         | Lípy 15 50°26′34″ s. š., 14°55′35″ v. d.                                                             | farní kostel                                 | 32297/2-1596 (Pk•MIS•Sez•Obr•WD) (Q12045277) |
| 2. |               | Fara                                            | Kosmonosy        | —                                       | Linhartova 172/14 50°26′24″ s. š., 14°55′34″ v. d.                                                   | bývalé sídlo farního úřadu                   | 29079/2-1600 (Pk•MIS•Sez•Obr•WD) (Q30868554) |
| Kaple a zvonice |               |                                                 |                  |                                         | |                                              |                                              |
| 3. |               | Loreta se zvonicí a kaplí sv. Martina           | Kosmonosy        | bližší informace o bohoslužbách         | V. Kopeckého, jihovýchodní část obce, parc. 537, 539, 540, 541, 542 50°26′19″ s. š., 14°55′48″ v. d. | Loreta Santa Casa, zvonice a hřbitovní kaple | 31765/2-1598 (Pk•MIS•Sez•Obr•WD) (Q22770844) |
| 4. |               | Chrám sv. Barbory se zvonicí                    | Debř nad Jizerou | užívá pro bohoslužby pravoslavná církev | severní část vsi, Josefodolská, pp. 71, 953 50°26′36″ s. š., 14°53′22″ v. d.                         | kaple, od roku 2010 pravoslavný chrám        | 18249/2-1671 (Pk•MIS•Sez•Obr•WD) (Q23712726) |
| 5. |               | Kaple sv. Havla                                 | Horní Stakory    | bližší informace o bohoslužbách         | na jihu obce 50°26′45″ s. š., 14°57′45″ v. d.                                                        | obecní kaple                                 | —                                            |
| 6. |               | Zvonice před kaplí sv. Havla                    | Horní Stakory    | —                                       | při kapli, jižní část obce, parc. 68 50°26′46″ s. š., 14°57′45″ v. d.                                | obecní zvonice                               | 21897/2-1564 (Pk•MIS•Sez•Obr•WD) (Q37286413) |
| 7. |               | Zvonice s vodárnou                              | Hrdlořezy        | —                                       | u vodárny, část vpravo není kaple 50°27′11″ s. š., 14°52′38″ v. d.                                   | obecní zvonice                               | —                                            |
| Výklenkové kaple, venkovní kříže a sochy |               |                                                 |                  |                                         | |                                              |                                              |
| 8. |               | Soubor dvou výklenkových kaplí                  | Kosmonosy        | bohoslužby příležitostně                | Debřská, Lípy, parc. 1497, 1499 50°26′27″ s. š., 14°55′33″ v. d.                                     | výklenkové kaple                             | 30138/2-1601 (Pk•MIS•Sez•Obr•WD) (Q37426458) |
| 9. |               | Venkovní kříž                                   | Horní Stakory    | bohoslužby příležitostně                | uprostřed obce 50°26′57″ s. š., 14°57′52″ v. d.                                                      | krucifix                                     | —                                            |
| 10. |               | Socha sv. Jana Nepomuckého                      | Kosmonosy        | bohoslužby příležitostně                | před branou do zámku, pp. 214/1 50°26′25″ s. š., 14°55′32″ v. d.                                     | socha                                        | 30789/2-1602 (Pk•MIS•Sez•Obr•WD) (Q37426516) |
| 11. |               | Socha sv. Jana Nepomuckého                      | Horní Stakory    | bohoslužby příležitostně                | při kapli, jižní část obce, parc. 405/2 50°26′46″ s. š., 14°57′46″ v. d.                             | socha                                        | 15959/2-1565 (Pk•MIS•Sez•Obr•WD) (Q37286435) |
| Hřbitovy |               |                                                 |                  |                                         | |                                              |                                              |
| 12. |               | Hřbitov                                         | Horní Stakory    | bohoslužby příležitostně                | okolo kaple sv. Havla 50°26′45″ s. š., 14°57′45″ v. d.                                               | obecní hřbitov                               | —                                            |
| 13. |               | Hřbitov                                         | Kosmonosy        | bohoslužby příležitostně                | za kosmonosskou Loretou 50°26′18″ s. š., 14°55′50″ v. d.                                             | hřbitov                                      | —                                            |
| 14. |               | Hřbitov s hřbitovní kaplí                       | Kosmonosy        | bohoslužby příležitostně                | Hradištská ul., severní okraj města 50°26′46″ s. š., 14°55′55″ v. d.                                 | obecní hřbitov                               | —                                            |
| 15. |               | Hřbitov                                         | Debř nad Jizerou | bohoslužby příležitostně                | západní okraj obce, u křižovatky ul. Josefodolská a Revoluční 50°26′26″ s. š., 14°53′27″ v. d.       | obecní hřbitov                               | —                                            |
| Některé drobné sakrální stavby a pamětihodnosti lze dohledat zde v databázi Drobné sakrální památky Zaniklé sakrální stavby lze dohledat zde v databázi Poškozené a zničené kostely, kaple a synagogy v České republice |               |                                                 |                  |                                         | |                                              |                                              |

Ve farnosti se mohou nacházet i další drobné sakrální stavby, místa římskokatolického kultu a pamětihodnosti, které neobsahuje tato tabulka.